# Osterwicker Hügelland
Das Osterwicker Hügelland, benannt nach Rosendahl-Osterwick, ist eine von den deutlich höheren Baumbergen nach Nordwesten abzweigende, bis 128 m hohe Hügellandschaft in den münsterländischen Kreisen Borken und Coesfeld.
Naturräumlich gehört das Hügelland zum Burgsteinfurter Land im Kernmünsterland.

## Lage und Grenzen
Das Osterwicker Hügelland wird eingerahmt von den Orten Rosendahl-Darfeld (etwas außerhalb, Südosten), Billerbeck-Hamern (östlicher Süden), Ro-Höven (westlicher Süden) und Ro-Holtwick (Südwesten) im Kreis Coesfeld und den Orten Legden (Westen), Le-Asbeck (nördlicher Westen) und Schöppingen (etwas außerhalb, Nordosten) im Kreis Borken. Südöstlich des Zentrums liegt Rosendahl-Osterwick.

## Naturräumliche Zuordnung
Das Osterwicker Hügelland wird naturräumlich wie folgt zugeordnet:
- (zu 54 Westfälische Bucht)
  - (zu 541 Kernmünsterland)
    - (zu 541.0 Burgsteinfurter Land)
      - 541.00 Osterwicker Hügelland

## Höhenstruktur
Das Osterwicker Hügelland erreicht seine höchste Höhe mit 128,4 m nah der südöstlichen Nahtstelle zu den Baumbergen, südöstlich Osterwicks. von dort aus nimmt der Höhenrücken nach Norden sehr allmählich ab und unterschreitet im Norden 100 m deutlich.
Im Südwesten, südöstlich Holtwicks, werden 115,4 m erreicht, im äußersten Nordosten erreicht die Doppelkuppe des Ramsbergs westlich Schöppingens noch einmal 92,1 m.

## Fließgewässer
Das Osterwicker Hügelland entwässert komplett zum IJsselmeer, und zwar fast ausschließlich über die Vechte. Dabei nimmt das Einzugsgebiet der Dinkel, die im Südwesten entspringt und im weiteren Verlauf das Hügelland westlich in Süd-Nord-Richtung flankiert, den größten Anteil ein.
Die Bäche, die direkt zum das Hügelland nach Westen, zum Schöppinger Rücken hin, separierenden Oberlauf der Vechte fließen, bleiben demgegenüber recht kurz. Im Süden fließen überdies Varlarer Mühlenbach und Felsbach der Berkel zu.